# Gonomyia pontifex
Gonomyia pontifex är en tvåvingeart som beskrevs av Alexander 1953. Gonomyia pontifex ingår i släktet Gonomyia och familjen småharkrankar.
Artens utbredningsområde är Madagaskar. Inga underarter finns listade i Catalogue of Life.